# Uthman Samaai
Uthman Samaai (* 14. Mai 1993 in Kapstadt) ist ein südafrikanischer Eishockeyspieler, der seit 2016 erneut für die Cape Town Kings und den Cape Town Storm spielt. Seit dem Jahr 2010 vertritt er die südafrikanische Eishockeynationalmannschaft regelmäßig bei Eishockey-Weltmeisterschaften.

## Karriere
Samaai, der neben Eishockey auch die Sportarten Rugby Union, Wasserball und Feldhockey betreibt, spielte zunächst in seiner Heimatstadt Kapstadt zwischen 2008 und 2012 bei diversen Teams in der Cape Town Hockey League unter der Zuständigkeit der Western Province Ice Hockey Association. Nach Abschluss seiner Schulausbildung wechselte er im November 2012 ans US-amerikanische Nazareth College in Rochester im Bundesstaat New York. Dort kam er von 2012 bis 2016 sporadisch in der Mannschaft der Golden Eagles in der Division III der National Collegiate Athletic Association zum Einsatz. 2016 kehrte er nach Südafrika zurück.

### International
Samaai vertrat sein Heimatland bei den Weltmeisterschaften der U18-Junioren der Division III in den Jahren 2009, 2010 und 2011. In insgesamt zwölf Einsätzen erreichte der Stürmer dabei 28 Scorerpunkte.
Im Jahr 2010 vertrat Samaai Südafrika erstmals bei den Weltmeisterschaften der Herren der Division III. Es folgten weitere Auftritte in den Jahren 2011, 2013, 2016, 2017, 2018, 2019, als er zum besten Spieler seiner Mannschaft gewählt wurde, 2022, als er mit der besten Plus/Minus-Bilanz auch zum besten Stürmer des Turniers gewählt wurde, 2023 und 2024 in der Division III sowie 2012, 2014 und 2015, als er zum besten Spieler seiner Mannschaft gewählt wurde, in der Division II. In den Jahren 2011 und 2013 stieg er mit dem Nationalteam jeweils von der Division III in die Gruppe B der Division II auf. Nach dem erstmaligen Aufstieg 2011 folgte 2012 der direkte Wiederabstieg in die Division III. 2015 erzielte er beim 3:1-Erfolg über Neuseeland alle drei Tore, musste aber mit den Afrikanern trotzdem den Abstieg in die Division III hinnehmen, da das entscheidende Spiel gegen Israel mit 3:6 verloren ging. Zudem vertrat er seine Farben bei der Olympiaqualifikation für die Winterspiele in Mailand 2026.

## Erfolge und Auszeichnungen
- 2011 Aufstieg in die Gruppe B der Division II bei der Weltmeisterschaft der Division III
- 2013 Aufstieg in die Gruppe B der Division II bei der Weltmeisterschaft der Division III
- 2022 Aufstieg in die Gruppe A der Division III bei der Weltmeisterschaft der Division III, Gruppe B
- 2022 Beste Plus/Minus-Bilanz und bester Stürmer bei der Weltmeisterschaft der Division III, Gruppe B